# Magdalena Frackowiak
Pour les articles homonymes, voir Frackowiak.
Magdalena Frackowiak (née Magdalena Frąckowiak le 6 octobre 1984 à Gdańsk, en Pologne, est un mannequin polonais.

## Biographie
Magdalena Frackowiak est âgée de seize ans quand sa mère envoie des photos à une agence de mannequins polonaise et l'inscrit à un concours de beauté : Waterproof Model Search, organisé à Varsovie et qu'elle remporte.

## Carrière
En 2006, elle figure en couverture du magazine Glamour (Italie) et est interviewée par le magazine Elle (Pologne).
En 2008, elle pose pour Ralph Lauren, Alessandro Dell'Acqua, et Oscar de la Renta.
Elle est le visage du parfum Eaudemoiselle de Givenchy.
Magdalena Frackowiak a défilé pour de nombreuses maisons de couture telles que Prada, Elie Saab, Chanel, Gianfranco Ferré, John Galliano, Viktor & Rolf, Dior, Lanvin, Balmain, Roberto Cavalli, Dolce & Gabbana, Emilio Pucci, Fendi, Givenchy, Versace, Ralph Lauren, Oscar de la Renta, Alexander Wang, Louis Vuitton, Giorgio Armani, Jean Paul Gaultier, Hermès, Chloé, Karl Lagerfeld, Balenciaga, Max Mara, Paco Rabanne et Alexander McQueen. 
Elle a aussi posé pour les campagnes publicitaires de Kenzo, Lanvin et Filippa K.
Au cours de sa carrière, elle a fait la couverture de nombreux magazines de mode dont Vogue (Italie, Allemagne, Mexique, Russie, Corée, Portugal), Harper's Bazaar, Numéro, Elle, Lui, W, ou encore de Dazed & Confused (Royaume-Uni). Elle apparaît également dans les pages de Vogue Paris, V Magazine et Pop.
Elle défile pour Victoria's Secret en 2010, puis de 2012 à 2015.
Elle pose pour le calendrier Pirelli de 2011, photographiée par Karl Lagerfeld.
Toujours en 2011, elle devient l'égérie publicitaire de la marque Blumarine et fait la couverture du Numéro français.
En 2015, elle lance sa marque de bijoux Magdalena Frackowiak Jewelry. 
En 2018, elle crée et vend en ligne sur son site officiel des t-shirts à citations humoristiques.

## Vie privée
Magdalena Frackowiak a eu une relation avec l'artiste peintre québécois Carlito Dalceggio. Elle a été en couple avec Wojciech Pastor.
Elle est la compagne de Daniele Cavalli, fils de Roberto Cavalli.